# 1784 en littérature
| Années de la littérature : 1781 - 1782 - 1783 - 1784 - 1785 - 1786 - 1787    |
| Décennies de la littérature : 1750 - 1760 - 1770 - 1780 - 1790 - 1800 - 1810 |

Cet article présente les faits marquants de l'année 1784 en littérature.

## Événements
- 3 juin : le Discours de l’universalité de la langue française, d'Antoine de Rivarol est couronné par l'Académie royale des sciences de Prusse[1].

- 23 août : Gottlieb Jakob Planck est nommé professeur de théologie à l'université de Göttingen en remplacement de Christian Wilhelm Franz Walch[2].

- Le graveur Firmin Didot met au point la police de caractères Didot[3].

## Parutions
- 30 septembre : Was ist Aufklärung (« Qu'est-ce que les Lumières ? »), article de Kant dans la revue Berlinische Monatsschrift[4].
- Novembre : Idee zu einer allgemeinen Geschichte in weltbürgerlicher Absicht (« Idée d'une histoire universelle d'un point de vue cosmopolitique ») essai de Kant parait dans le Berlinische Monatsschrift[5].

- 1784-1789 : Beaumarchais édite en 70 volumes les œuvres complètes de Voltaire, imprimées par la Société littéraire typographique de Kehl pour éviter la censure en France[6].
- Johann Gottfried von Herder, Ideen zur Philosophie der Geschichte der Menschheit, vol. 1, Riga und Leipzig, Johann Friedrich Hartknoch, 1784 (présentation en ligne) ( « Idées pour la philosophie de l’histoire de l’humanité »), traité de philosophie de l'histoire en quatre parties publiées de 1784 à 1791.
- Bernardin de Saint-Pierre, Études de la nature, Paris, Pierre François Didot le jeune, 1784 (présentation en ligne), en trois volumes 2 3.

- James Ramsay, An Essay on the Treatment and Conversion of African Slaves in the British Sugar Colonies, London, James Phillips, 1784 (présentation en ligne) (« Essai sur le traitement et la conversion des esclaves africains dans les colonies sucrières britanniques »).
- Hannah Adams, An alphabetical compendium of the various sects : which have appeared in the world from the beginning of the Christian aera to the present day, Boston, B. Edes & Sons, 1784 (présentation en ligne), première des trois parties de son ouvrage A View of Religions.

### Fictions
- Isabelle de Charrière, Lettres neuchâteloises, Amsterdam, 1784 (présentation en ligne), roman épistolaire.
- Friedrich Gottlieb Klopstock, Hermann und die Fürsten, Hamburg, Herold, 1784 (présentation en ligne) (« Arminius et les princes »), poème.

## Décès
- 31 juillet : Denis Diderot, écrivain, philosophe et encyclopédiste français (° 5 octobre 1713).
- 5 décembre : Phillis Wheatley, poétesse afro-américaine (° 1753 environ).